# Юліс
Юлі́с (фр. Ulis) — кантон у Франції, в департаменті Ессонн регіону Іль-де-Франс.

## Склад кантону
Кантон включає в себе 1 муніципалітет:
| Муніципалітет | Площа | Населення, осіб | Рік  |
| ------------- | ----- | --------------- | ---- |
| Лез-Юліс      | 5,52  | 24528           | 2007 |

## Консули кантону
| Період    | Консул             | Посада                      |
| --------- | ------------------ | --------------------------- |
| 1988—2002 | Jean-Marc Salinier | Депутат                     |
| 2002—2014 | Maud Olivier       | Мер муніципалітету Лез-Юліс |

| Франція | Це незавершена стаття з географії Франції. Ви можете допомогти проєкту, виправивши або дописавши її. |